# Lichenopeltella santessonii
Lichenopeltella santessonii is een korstmosparasiet die behoort tot de familie Microthyriaceae. Hij is bekend van grasgroen leermos en groot leermos.

## Taxonomie
Het werd voor het eerst wetenschappelijk beschreven als een nieuwe soort Micropeltopsis in 1990 door mycologen Paul Kirk en Brian Spooner. Het specifieke epitheton eert de Zweedse lichenoloog Rolf Santesson, die het type-exemplaar verzamelde in de gemeente Sala, waar het groeide op de foliose korstmos Peltigera canina. Santesson bracht het taxon in 1993 over naar het geslacht Lichenopeltella.

## Verspreiding
Het is alleen waargenomen in een paar landen op het noordelijk halfrond en wordt beschouwd als een zeldzame soort. Het is bekend dat het groeit op de korstmos Peltigera aphthosa nabij Svartifoss op IJsland.